# Сабах (журнал)
«Саба́х» (рус. Рассвет) — общественный, историко-литературный и научный ежемесячник волынских караимов, первый и единственный номер которого вышел в апреле 1914 года.

## История
Журнал был основан в 1914 году в Луцке. Главным редактором и издателем была объявлена Эмилия Иосифовна Рудковская, но фактическим редактором и основателем являлся караимский писатель Сергей Рудковский. Изначально планировалось издавать журнал на русском, караимском, татарском и арабском языках. 
В целом, его структура была аналогичной «Караимской жизни»:
- аналитические статьи об историческом развитии и современном общественном положении караимов,
- караимская беллетристика,
- хроника караимской жизни[7].

Целью «Сабаха» было духовное единение западных и южных караимов, поэтому значительную роль в этом журнале караимов играли события Таврического караимского духовного правления: выборы нового гахама, восстановление Чуфут-Кале и т. д. Опубликованные в журнале рассказ «Встреча» К. Р. Абкович и «Маленький караимский роман» С. З. Рудковского по оценке историка Дмитрия Прохорова «характеризуются точностью и колоритностью этнографических описаний быта и нравов национальной караимской среды того времени».
Журнал прекратил своё существование из-за эвакуации большей части луцких караимов в Крым и восточные области Российской империи после начала Первой мировой войны.

## Содержание
| № | Автор            | Название статьи                        | Страницы |
| - | ---------------- | -------------------------------------- | -------- |
| 1 | Леви Т. С.       | Олимпийские игры на высотах Чуфут-Кале | 1—7      |
| 2 | Рудковский С. З. | К выборам Гахам-баши                   | 7—11     |
| 3 | Р. Ф-ч           | Неотложный вопрос                      | 12—14    |
| 4 | Рудковский С. З. | «Всякому своё время» (рассказ)         | 15—18    |
| 5 | Абкович К.       | Встреча (рассказ)                      | 18—21    |
| 6 | С. Р-кий         | Маленький караимский роман             | 21—44    |
| 7 |                  | Хроника                                | 45—46    |